# Stelis nonresupinata
Stelis nonresupinata là một loài thực vật có hoa trong họ Lan. Loài này được Solano & Soto Arenas mô tả khoa học đầu tiên năm 2002.